# Hervé Arsac
Hervé Arsac (né en 1969 à Pélussin) est un coureur cycliste français, principalement actif dans les années 1990.

## Biographie
Hervé Arsac est originaire de Pélussin, une commune située dans le département de la Loire. Il est formé à l'UC Saint-Étienne Pélussin sur ses terres natales. 
En 1991, il obtient diverses sélections en équipe de France amateurs. Il termine deuxième d'une étape du Tour des régions italiennes, ou encore quatrième de la course en ligne des Jeux méditerranéens, derrière Davide Rebellin, Michele Bartoli et son compatriote Olivier Ackermann,. Il continue ensuite sa carrière au VC Lyon-Vaulx-en-Velin, à l'US Créteil puis au CR4C Roanne. Resté amateur, il remporte notamment la Polymultipliée lyonnaise, le Grand Prix de Saint-Étienne Loire ou le Tour du Charolais. 
Il met un terme à sa carrière sportive à l'issue de la saison 2000. Son fils Rémi est lui aussi coureur cycliste. 

## Palmarès
| - 1989 - Boucle de Tronçais - Prix Stoc Dore et Dolore : - Classement général - 1re étape (contre-la-montre par équipes) - 3e du Tour du Pays de Gex-Valserine - 1991 - 2e du Tour du Pays Roannais - 1992 - Polymultipliée lyonnaise - Une étape du Tour du Pays Roannais (contre-la-montre) - 2e du Circuit de Saône-et-Loire - 2e du Tour du Pays Roannais - 1993 - Grand Prix de Saint-Étienne Loire - Grand Prix Mathias Nomblot - 2e de La Pyrénéenne - 1994 - Grand Prix de Saint-Étienne Loire - 2e du Bol d'Air creusois - 2e du Grand Prix Mathias Nomblot - 3e du Grand Prix de l'Équipe et du CV 19e - 1995 - 3e du Circuit de Saône-et-Loire | - 1996 - Grand Prix de Vougy - 3e étape du Tour du Pays Roannais - Prix du Haut-Verdon - Grand Prix de Longes - 3e étape du Tour du Doubs - 3e du Tour du Charolais - 1997 - Grand Prix de Longes - 2e du championnat du Lyonnais - 1998 - Tour du Charolais - Prix de La Foux d'Allos - Grand Prix du Val d'Allos (ex æquo avec Benoît Luminet) - Grand Prix de Saint-Symphorien-sur-Coise - 3e du Tour du Béarn - 1999 - La Savoyarde - 3e du Grand Prix de Peymeinade - 3e du Grand Prix de Saint-Étienne Loire - 3e du Tour du Pays Roannais |  |